# Renault Energy F1 2014
Der Energy F1 2014 ist die Motorbezeichnung des Herstellers Renault für die Formel-1-Saison 2014. Das V6-Turbo-Triebwerk wurde unter der Leitung des Technischen Direktors von Renault Sport F1 Rob White entwickelt und im Juni 2013 der Öffentlichkeit präsentiert.

## Technische Daten
| Datenbezeichnung     | Beschreibung                                                         |
| -------------------- | -------------------------------------------------------------------- |
| Gewicht              | Motor: min. 145 kg inkl. Batterie (25 kg) und Nebenaggregate (20 kg) |
| Turbolader           | Einzel-Turbolader mit 3,5 bar Ladedruck                              |
| Ventile              | 4 pro Zylinder                                                       |
| Zylinder             | 90° V6                                                               |
| Bohrung              | 80 mm                                                                |
| Kolbenhub            | 53 mm                                                                |
| Hubraum              | 1,6 Liter                                                            |
| Drehzahl             | max. 15.000/min                                                      |
| Kraftstoffdurchlauf  | max. 100 kg/Stunde                                                   |
| Auspuff              | ein Austrittsrohr                                                    |
| Energierückgewinnung | Energy Recovery System Leistung: 120 kW (163 PS)                     |
| Leistung             | Leistung: rund 440 kW (600 PS)                                       |

## Verwendung
Red Bull Racing, Lotus, Toro Rosso und Caterham wurden in der Saison 2014 von Renault mit dem Energy F1 2014 beliefert. Red Bull war das mit Abstand erfolgreichste Renault-Kundenteam, konnte aber anders als in den vier Jahren zuvor weder die Fahrer- noch die Konstrukteursmeisterschaft gewinnen.

## Renneinsätze und Ergebnisse
| Team          | Chassis         | Fahrer                                                      | Punkte | WM-Rang Konstrukteur |
| ------------- | --------------- | ----------------------------------------------------------- | ------ | -------------------- |
| Red Bull      | Red Bull RB10   | Daniel Ricciardo Sebastian Vettel                           | 405    | 2                    |
| Lotus F1 Team | Lotus E22       | Romain Grosjean Pastor Maldonado                            | 10     | 8                    |
| Toro Rosso    | Toro Rosso STR9 | Jean-Éric Vergne Daniil Kwjat                               | 30     | 7                    |
| Caterham      | Caterham CT05   | Marcus Ericsson Kamui Kobayashi Will Stevens André Lotterer | 0      | 11                   |